# Black M

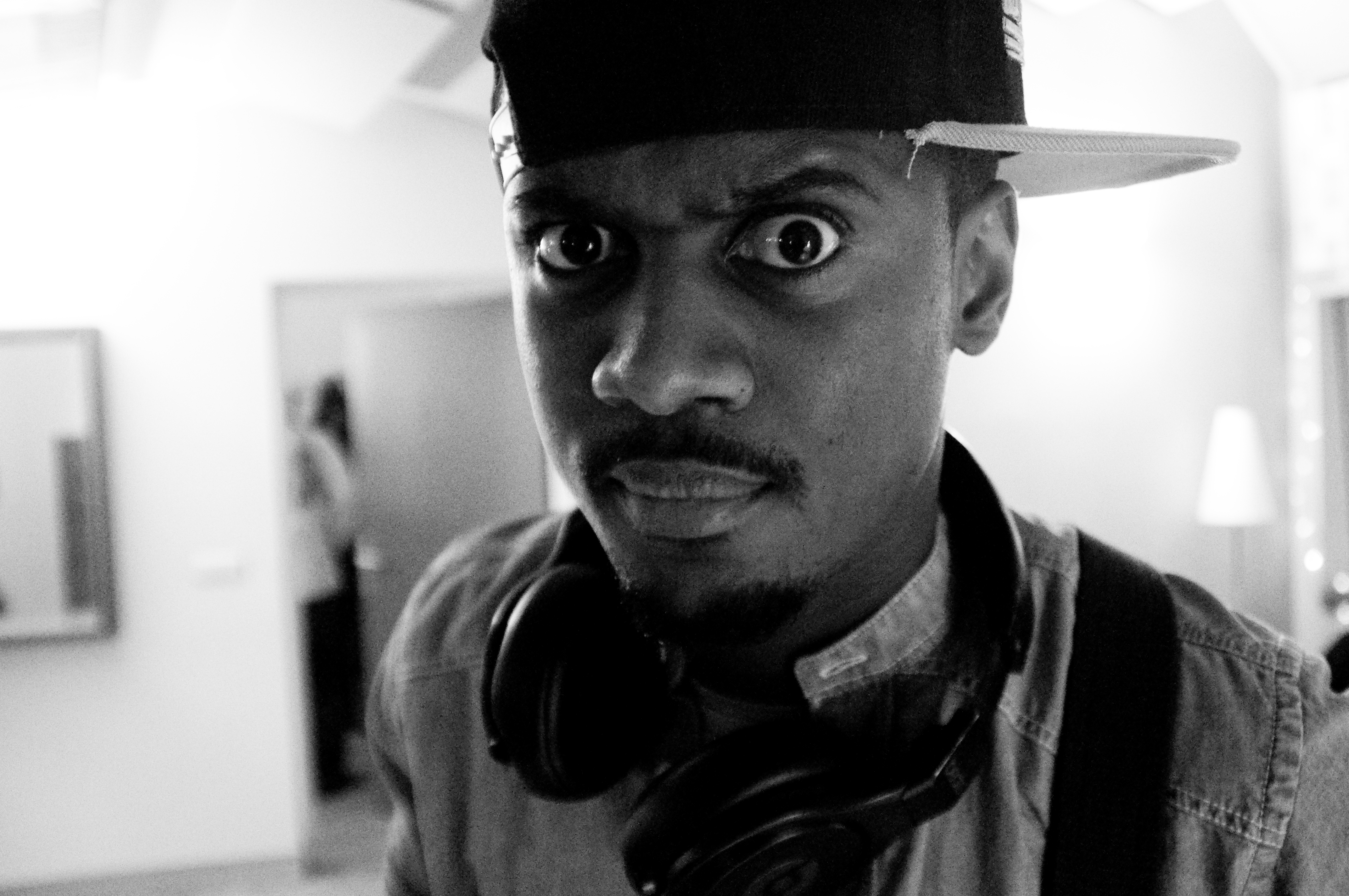
Black Mesrimes (2012)

Black M (* 27. Dezember 1984 in Paris, bürgerlich Alpha Diallo) ist ein französischer Rapper. Er ist Mitglied von Sexion d’Assaut und seit 2013 auch solo erfolgreich. Sein erfolgreichstes Lied ist „Sur ma Route“.

## Biografie
Die Eltern von Alpha Diallo stammen aus Guinea, er selbst wurde in Paris geboren. Er begann als Dancehall-Musiker und war Anhänger jamaikanischer Musik, bevor er 2004 zur Sexion d’Assaut stieß. Als Zuschauer bei einem Auftritt der Crew wurde er von Lefa und Adama ins Studio eingeladen und schließlich aufgenommen. Seinen Rappernamen Black Mesrimes wählte er in Anspielung auf Jacques Mesrine, einen Gewaltverbrecher und „Staatsfeind“ der 1970er Jahre, wobei die abgewandelte Namensendung „rimes“ das französische Wort für Reime ist. Später verkürzte er den Namen meist auf Black M. Er wurde einer der führenden Köpfe des Kollektivs, das ab 2009 auch in den Charts erfolgreich war. Daneben veröffentlichte er auch eine EP gemeinsam mit Bakry und arbeitete mit internationalen Interpreten wie Major Lazer, Big Ali und Rita Ora zusammen.
Nachdem Maître Gims aus der Sexion d’Assaut 2013 eine erfolgreiche Solokarriere gestartet hatte, machte Diallo noch im selben Jahr mit dem Song Ailleurs seine erste eigene erfolgreiche Soloveröffentlichung. Im Jahr darauf folgte das Soloalbum Les yeux plus gros que le monde, es wurde Ende März 2014 veröffentlicht und erreichte Platz 2 der französischen Charts. Auch in den französischsprachigen Nachbarländern war es erfolgreich. Black M ist bekannt für seine ausgeprägte Mimik und seine weit geöffneten Augen, der Albumtitel, übersetzt „Die Augen, die größer sind als die Welt“ spielt darauf an. „Yeux Gros“ ist auch einer seiner Spitznamen. Mit der Singleauskopplung Sur ma route hatte der Rapper einen Nummer-eins-Hit, der vier Wochen lang die Spitzenposition in Frankreich einnahm. Die Single erreichte Goldstatus, das Album wurde mit Diamant für 500.000 verkaufte Exemplare ausgezeichnet. Das Album wurde außerdem noch einmal in einer Bonus-Version mit acht zusätzlichen Songs (Le monde plus gros que mes yeux) sowie in einer Liveversion aufgenommen im Olympia in Paris (Les yeux plus gros que l’Olympia) veröffentlicht und konnte sich jeweils noch einmal in den Charts platzieren.
Einen weiteren Singlehit hatte Black M im Herbst 2015 mit dem Lied Le prince Aladin. Es war der Titelsong des Films Les Nouvelles aventures d’Aladin mit Schauspieler Kev Adams und erreichte Platz 3 der französischen Charts. Ende Oktober 2016 erschien sein zweites Soloalbum mit dem Namen Éternel insatisfait (übersetzt „Niemals zufrieden“). Es erreichte bereits nach einem Monat, mit 50.000 verkauften Exemplaren, den Status der Goldenen Schallplatte in Frankreich. Auf dem Album kollaborierte er unter anderem mit den Künstlern Shakira, Diplo, MHD oder Soprano.
Mitte September 2019 veröffentlichte er sein drittes Album mit dem Titel Il était une fois … (übersetzt: „Es war einmal …“). Es enthält 17 Titel, darunter verschiedene Kollaborationen mit französischen Künstlern wie Bigflo & Oli oder Soolking.

## Kontroversen
Nach öffentlichen Kontroversen wurde ein für den 29. Mai 2016 angesetztes Konzert in Verdun vom dortigen Bürgermeister abgesagt. Es war im Anschluss an die offiziellen Gedenkfeierlichkeiten zur Schlacht um Verdun 1916 in der Stadt Verdun geplant. Rassistisch motivierte Anfeindungen aus der französischen Rechten beantwortete Diallo damit, dass sein Großvater Soldat der Tirailleurs sénégalais im Zweiten Weltkrieg gewesen sei.

## Diskografie
Studioalben

| Jahr | Titel Wati B                           | Höchstplatzierung, Gesamtwochen, AuszeichnungChartplatzierungen (Jahr, Titel, Wati B, Platzierungen, Wochen, Auszeichnungen, Anmerkungen) | Höchstplatzierung, Gesamtwochen, AuszeichnungChartplatzierungen (Jahr, Titel, Wati B, Platzierungen, Wochen, Auszeichnungen, Anmerkungen) | Höchstplatzierung, Gesamtwochen, AuszeichnungChartplatzierungen (Jahr, Titel, Wati B, Platzierungen, Wochen, Auszeichnungen, Anmerkungen) | Anmerkungen                              | [↑]: gemeinsam behandelt mit vorhergehendem Eintrag; [←]: in beiden Charts platziert |
| Jahr | Titel Wati B                           | CH | FR | BEW | Anmerkungen                              |                                                                                      |
| ---- | -------------------------------------- | --- | --- | --- | ---------------------------------------- | ------------------------------------------------------------------------------------ |
| 2014 | Les yeux plus gros que le monde Wati B | CH29 (13 Wo.)CH | FR2 Diamant · (138 Wo.)FR | BEW8 (101 Wo.)BEW | Erstveröffentlichung: 31. März 2014      |                                                                                      |
| 2014 | Le monde plus gros que mes yeux Wati B | CH56 (8 Wo.)CH[FR: ↑][BEW: ↑] | FR2 Diamant · (138 Wo.)FR | BEW8 (101 Wo.)BEW | Erstveröffentlichung: 17. November 2014  |                                                                                      |
| 2016 | Éternel insatisfait Wati B (SME)       | CH18 (8 Wo.)CH | FR2 ×2Doppelplatin · (98 Wo.)FR | BEW3 (90 Wo.)BEW | Erstveröffentlichung: 28. Oktober 2016   |                                                                                      |
| 2019 | Il était une fois… Wati B (SME)        | — | FR9 (35 Wo.)FR | BEW18 (8 Wo.)BEW | Erstveröffentlichung: 13. September 2019 |                                                                                      |
| 2021 | Alpha, Pt. 1 Wati B (SME)              | — | FR183 (1 Wo.)FR | — | Erstveröffentlichung: 21. Mai 2021       |                                                                                      |
| 2023 | La légende black TF1 Musique           | — | FR48 (3 Wo.)FR | — | Erstveröffentlichung: 13. Oktober 2023   |                                                                                      |